# Victor Negrescu
Pour l’article homonyme, voir Henri Negresco.
Victor Negrescu, né le 17 août 1985 à Bucarest, est un homme politique roumain, membre du Parti social-démocrate.

## Biographie
Candidat lors des élections européennes de 2014, il est le premier non-élu de son parti. Il devient député européen le 1er juillet 2014, à la suite de la décision d'Ecaterina Andronescu de ne pas occuper son siège au Parlement européen.
Le 29 juin 2017, il est nommé ministre délégué aux Affaires européennes et démissionne donc de son siège de député européen. Il est remplacé par Răzvan Popa.
Il redevient député européen le 1er février 2020 et devient vice-président du Parlement européen en juillet 2024.